# بیلی دروغگو
بیلی دروغگو (انگلیسی: Billy Liar) یک رمان اثر کیت واترهاوس است که در سال ۱۹۵۹ منتشر شده. از روی این اثر، نمایش‌نامه، فیلم، تئاتر موزیکال و برنامه تلویزیونی ساخته شده است. همین‌طور، آهنگ‌های محبوبی از این اثر، الهام گرفته‌اند.